# Norway (Nebraska)
Norway è una comunità non incorporata della contea di Thomas, Nebraska, Stati Uniti.

## Storia
Norway fu fondata negli anni 1880 quando la Chicago, Burlington and Quincy Railroad fu estesa a quel punto. Una buona parte dei primi coloni nativi della Norvegia (Norway) probabilmente causò la scelta del nome. Il primo ufficio postale a Norway fu aperto nel 1887 e funzionò fino al 1935.